# Vohimanitra
Vohimanitra est une commune rurale malgache située dans la région de Fitovinany.